# Quercus chartacea
Quercus chartacea — вид рослин з родини букових (Fagaceae), ендемік Мексики.

## Опис
Це вічнозелене дерево має еліптичні загострені листки розміром 12–14 × 4–9 см, у яких краї цілі або дрібно-зубчасті; верх зелений і гладкий, низ коричнювато-вовнистий. Жолуді яйцеподібні, вкриті на 1/2 лускатою чашечкою

## Середовище проживання
Ендемік Мексики (Оахака, Чіапас, Мічоакан).
Про середовище існування відомо небагато.

## Загрози
Про загрози цьому виду невідомо.